# Жирков, Егор Петрович
Егор Петрович Жирков (род. 10 июня 1954 года) — депутат Государственной Думы I созыва. 

## Краткая биография
Егор Петрович Жирков родился 10 июня 1954 года.
Окончил Якутский государственный университет по профессии математик.
В 1985 году удостоился звания Кандидата педагогических наук.
12 декабря 1993 года стал депутатом Государственной Думы первого созыва по 21 избирательному округу (Якутский – Республика Саха (Якутия). Был членом депутатской группы Дума-96, входил в состав комитета по образованию, культуре и науке.
С 1996 по 1999 работал в Администрации президента Якутии , с 2000 по 2008 в Саха-Золото, с 2018 по 2018 директор завода базальтовых материалов.
Женат, имеет двоих детей.
С 2013 по 2018 годы представлял Центральный одномандатный округ в Ил Тумэне.
Выдвинулся по Якутскому одномандатному округу на выборах в Госдуму 2021 года от партии "Зелёные".